# Internet em Cuba
A Internet em Cuba foi introduzida em 1996. Cuba é um dos países socialistas do mundo, e está sob embargo económico estadunidense há mais de cinquenta anos. Como consequência do embargo, a mobilidade cubana e os recursos para avanços de infraestrutura, como a internet, são restringidos. A internet em Cuba segue um paradigma semelhante aos outros países do sul global, onde a ligação é primariamente móvel. Em 2016, 62% da população tinha telemóveis, 93% dos quais smartphones, e a ligação à internet dá-se de múltiplas maneiras. Entre as adaptações a esta encontram-se hotspots de Wi-Fi garantidos pelo governo, grátis ou pagos, e ligações ilegalmente fornecidas.
A internet entrou em Cuba em 1996 via satélite, numa escolha de infraestrutura que perdurou. O governo cubano abraçou as tecnologias informáticas, e, com a adoção da internet, teve preocupações sobre o seu uso para subversão ideológica. No início da década de 2010 a velocidade e o acesso à internet melhorou, fruto de uma parceria entre Cuba e Venezuela para construir um cabo submarino de fibra ótica.
O acesso à internet em Cuba dá-se frequentemente através de pontos de acesso sem fios, com pagamento por hora, o que faz com que a conectividade no país seja móvel, comunitária, e baseada na localização ou tethered. A Empiresa de Telecommunicationes de Cuba S.A. (Etecsa), a empresa de telecomunicações dirigida pelo Estado, tem feito esforços consideráveis para aumentar a acessibilidade da conectividade nas habitações, e também implementou, em 2017, 240 hotspots de acesso público ao redor do país. Apesar deste aumento, em 2017, a conectividade nas habitações não é comum, e o acesso dá-se principalmente através de cibercafés ou através de computadores escolares, ou do trabalho. Há também um mercado negro de acesso à internet, que não é regulamentado, uma das outras formas de ligação à internet em Cuba, como, por exemplo, pagando a "um empresário engenhoso que fornece um código de acesso a um hotspot sem fios".

## História
Em relação a outros países, o acesso à Internet foi muito atrasado devido à falta de financiamento e o longo embargo comercial dos EUA, além de preocupações do governo com o fluxo de informações. Até 2011 as conexões se davam através de satélite, levando o custo a ser alto. Cerca de 30% da população (3 milhões de usuários, 79º no mundo) tinha acesso à internet em 2012. Além dos cibercafés estatais já existentes, 35 hotspots wi-fi foram instalados nas praças públicas da ilha em 2015. Em 2018 haviam aproximadamente 500 hotspots configurados em locais públicos.
Em 2011 o custo médio de uma hora de conexão em cybercafé é de cerca de US$1,50 para a rede nacional e US$4,50 para a rede internacional, enquanto o salário médio mensal é de US$20. Propriedade privada de um computador ou telefone celular requeria uma permissão governamental difícil de obter até 2008. Devido à largura de banda limitada, autoridades dão preferência para uso a partir de locais onde o acesso à Internet é coletivo, como nos locais de trabalho, escolas e centros de pesquisa, onde muitas pessoas têm acesso aos mesmos computadores ou rede.
Segundo o Repórteres sem Fronteiras, havia um mercado negro composto de ex-funcionários do governo receberam autorização para ter acesso à Internet. Estes indivíduos vendiam ou alugavam os seus nomes de usuário e senhas para os cidadãos que querem ter acesso.
Alguns regulamentos dos EUA foram modificados para incentivar os links de comunicação com Cuba. Em 2009, o Presidente Obama anunciou que os Estados Unidos iriam permitir que empresas estadunidenses oferecessem serviços de Internet para Cuba, no entanto, o governo Cubano recusou a oferta e em vez disso, está trabalhando com o governo Venezuelano.
Um novo link submarino de fibra óptica para a Venezuela (ALBA-1) foi agendado para 2011 e previsto para ter 1600 km. Em fevereiro daquele ano, o cabo de fibra óptica ligando Cuba, Jamaica e Venezuela chegou, e era esperado que fornecesse velocidades de download de até 3.000 vezes mais rápido do que antes.  Em maio de 2012, houve relatos de que o cabo estava operacional, mas com uso restrito para entidades governamentais cubanas e venezuelanas. O acesso a internet pelo público em geral utiliza ainda os mais lentos e mais caros links de satélite, até janeiro de 2013, quando a velocidade média de Internet aumentou, o preço diminuiu e o acesso passou a ser disponibilizado em hotéis, praças e alguns pontos turísticos.
No início de 2016, ETEC S. A. iniciou um programa piloto para o serviço de Internet banda larga em residências cubanas, com vista a prover serviços de Internet banda larga em residências particulares.

## Ler mais
- Tamayo, Juan O. "Cuba’s new Internet locales remain conditioned." Miami Herald. June 6, 2013.
- Baron, G. and Hall, G. (2014), Access Online: Internet Governance and Image in Cuba. Bulletin of Latin American Research. doi: 10.1111/blar.12263